# 東京山九フェニックス
東京山九フェニックス（Tokyo SANKYU Phoenix）は、東京都渋谷区で活動している女子7人制ラグビー および 女子15人制ラグビーチームである。2019年度から、山九株式会社がネーミングライツスポンサーとなっている。2022年度に7人制と15人制の全国大会W優勝、2023年度に全国女子ラグビーフットボール選手権大会で連覇した。

## 概要
日本体育大学ラグビー部女子のOGによって2002年に設立された「フェニックス（PHOENIX）」がルーツ。2013年に運営会社が設立され刷新した。現在、日本体育大学との特別な人的交流は無い。
2021年度の新入団選手26名のうち、日本体育大学の卒業生は3名だけだった。第9回（2022年度）全国女子ラグビーフットボール選手権大会の決勝戦では、両者が戦った。
2024年2月から3月にかけてオーストラリア遠征を行い、現地女子リーグのスーパーWに所属するクラブチームと対戦をした。

## 歴史
2002年、日本体育大学ラグビー部女子のOGチーム「フェニックス（PHOENIX）」として発足した。当時の設立メンバーに浅見敬子がいる。
2013年、一般社団法人Tokyo Athletic United（東京都渋谷区富ヶ谷）が運営母体になり、オーナー兼監督として四宮洋平が就任。東京フェニックスに改名、拠点を東京へ移す。
2017年、本拠地と練習拠点を渋谷区に移す。
2017年3月19日、15人制大会第3回全国女子ラグビーフットボール選手権大会に、合同チーム「TPA（TKM、東京Phoenix、ARUKAS）」で優勝。
2019年4月、山九株式会社とネーミングライツ契約を締結、東京山九フェニックスとなる。練習拠点を横浜市都筑区に移す。
2021年6月、渋谷区のスポーツ振興など連携する「PLAY渋谷区」に認定される。
2021年12月、15人制大会（第32回関東女子ラグビーフットボール大会）に単独チームとして初出場、総合4位となる。
2022年度、太陽生命ウィメンズセブンズシリーズで総合初優勝（2022年6月19日）。15人制大会第9回全国女子ラグビーフットボール選手権大会で初優勝（2023年2月5日）。
2023年度（2024年2月3日）、第10回全国女子ラグビーフットボール選手権大会で連覇。

## 戦歴

### 太陽生命ウィメンズセブンズシリーズ
- 2014年創設の大会[21][22]。春から初夏にかけ4回に分けて（1回あたり2日間）大会を行う[23]。2017・2018年は、第3戦を9月、第4戦を10月に実施した。
- 1位：20pt、2位：18pt、3位：16pt、4位：14pt、5位：12pt、6位、11pt、7位：10pt、8位：9pt。
- 9位：8pt、10位：7pt、11位（タイ）：6pt、13位4pt、14位3pt、15位（タイ）：2pt。
- 4大会終了後、ポイントの合計数で年間総合順位を決定する。
- 2014年と2019年は年3回開催。

| 年   | 総合順位                                       | 各大会                                         | 各大会                                         | 各大会                                         | 各大会                                         | 備考          |
| 年   | 総合順位                                       | 第1戦                                          | 第2戦                                          | 第3戦                                          | 第4戦                                          | 備考          |
| ---- | ---------------------------------------------- | ---------------------------------------------- | ---------------------------------------------- | ---------------------------------------------- | ---------------------------------------------- | ------------- |
| 2014 | 総合準優勝                                     | 龍ヶ崎大会3位                                  | 札幌大会2位                                    | 横浜大会3位                                    | なし                                           | [ 22 ] [ 27 ] |
| 2015 | 総合準優勝                                     | 保土ヶ谷大会3位                                | 東京大会1位                                    | 秋田大会2位                                    | 横浜大会3位                                    | [ 31 ]        |
| 2016 | 総合3位                                        | 保土ヶ谷大会4位                                | 秋田大会3位                                    | 東京大会3位                                    | 富士山裾野御殿場大会4位                        | [ 36 ]        |
| 2017 | 総合3位                                        | 秋田大会4位                                    | 東京大会4位                                    | 保土ヶ谷大会5位                                | 富士山裾野御殿場大会5位                        | [ 41 ]        |
| 2018 | 総合7位                                        | 東京大会7位                                    | 秋田大会8位                                    | 富士山裾野御殿場大会7位                        | 鈴鹿大会4位                                    | [ 46 ]        |
| 2019 | 総合4位                                        | 秋田大会5位                                    | 東京大会5位                                    | 鈴鹿大会5位                                    | 富士山裾野御殿場大会(中止)                     | [ 51 ]        |
| 2020 | 新型コロナウイルス感染症の世界的流行のため中止 | 新型コロナウイルス感染症の世界的流行のため中止 | 新型コロナウイルス感染症の世界的流行のため中止 | 新型コロナウイルス感染症の世界的流行のため中止 | 新型コロナウイルス感染症の世界的流行のため中止 | [ 54 ]        |
| 2021 | 総合準優勝                                     | 東京大会4位                                    | 静岡エコパ大会2位                              | 熊谷大会6位                                    | 鈴鹿大会1位                                    |               |
| 2022 | 総合優勝                                       | 熊谷大会2位                                    | 静岡エコパ大会1位                              | 鈴鹿大会2位                                    | 弘前大会1位                                    | [ 17 ]        |
| 2023 | 総合3位                                        | 熊谷大会4位                                    | 秩父宮大会4位                                  | 鈴鹿大会3位                                    | 花園大会4位                                    | [ 67 ]        |
| 2024 |                                                | 北九州大会(4月)                                | 熊谷大会(4月)                                  | 鈴鹿大会(5月)                                  | 花園大会(5月)                                  |               |

### 全国女子ラグビーフットボール選手権大会
15人制の地方大会「関東女子ラグビーフットボール大会」の上位2チーム（優勝・準優勝チーム）が出場し、西日本の上位2チームと共にトーナメント戦で決する。単独チームでの出場は2021年度から。
| 年度     | 年月日        | 大会名                                       | 結果                   | 備考          |
| -------- | ------------- | -------------------------------------------- | ---------------------- | ------------- |
| 2021年度 | 2022年1月15日 | 第32回関東女子ラグビーフットボール大会       | 4位                    | [ 68 ] [ 69 ] |
| 2022年度 | 2023年1月7日  | 第33回関東女子ラグビーフットボール大会       | 準優勝、全国大会へ進出 | [ 70 ]        |
| 2022年度 | 2023年2月5日  | 第9回全国女子ラグビーフットボール選手権大会  | 優勝                   | [ 71 ] [ 72 ] |
| 2023年度 | 2024年1月6日  | 第34回関東女子ラグビーフットボール大会       | 優勝、全国大会へ進出   | [ 73 ]        |
| 2023年度 | 2024年2月3日  | 第10回全国女子ラグビーフットボール選手権大会 | 優勝                   | [ 74 ] [ 75 ] |

### その他
- バンコク国際セブンズ（Bnagkok International Sevens）2014：準優勝[76]